# Leonardo De Benedetti
Leonardo De Benedetti (Torino, 15 settembre 1898 – Torino, 16 ottobre 1983) è stato un medico e superstite dell'Olocausto italiano.
Ebreo, di orientamento antifascista, nel 1938 è costretto dalle leggi razziali ad abbandonare l'esercizio pubblico della professione, diventando una persona priva di diritti.
Stese, insieme allo scrittore torinese Primo Levi, Rapporto su Auschwitz, una delle prime testimonianze su Auschwitz che siano mai state scritte.

## Biografia

### Origini e famiglia
Leonardo De Benedetti nacque a Torino il 15 settembre 1898 in una famiglia ebraica. Suo padre, Pacifico De Benedetti, che era originario di Saluzzo e lavorava come funzionario di banca, morì quando Leonardo aveva solo cinque anni; alla sua morte, la madre, Fortunata Segre, si trovò in condizioni economiche instabili, ma fu aiutata dai suoi fratelli così che Leonardo e la sorella Ester, di due anni più vecchia di lui, ebbero la possibilità di studiare. Frequentò il liceo classico D’Azeglio.
Durante la prima guerra mondiale un piccolo contingente italiano, insieme con soldati di altre nazioni fu mandato a Murmansk, nell’estremo nord della Russia, per combattere i tedeschi, e soprattutto per contrastare la rivoluzione sovietica che tanto preoccupava le potenze alleate. All’età di vent’anni, Leonardo, come studente in medicina, fu arruolato in sanità e quasi subito destinato come infermiere all’ospedale da campo a Murmansk, perciò non dovette partecipare a nessun fatto d’arme né alle spedizioni verso l’interno.
La sua posizione di infermiere, gli permise di praticare e di studiare la medicina, acquistandosi la benevolenza dei superiori e venendo anche a contatto con la popolazione locale, che viveva in condizioni di grande miseria.

### Formazione
Leonardo si laureò il 25 luglio 1922. Dopo la laurea lavorò per due anni nell’ospedale di Torino poi, nel 1924, si trasferì a Rivoli, come medico condotto. Dopo la laurea partecipò inoltre volontariamente ad una campagna di vaccinazioni in occasione di un grave focolaio infettivo che si era verificato in Piemonte, contribuendo così a combattere un’epidemia, forse di colera.
Aveva molti interessi culturali: amava la lettura, il teatro e il cinema.

### Il matrimonio e gli anni della dittatura

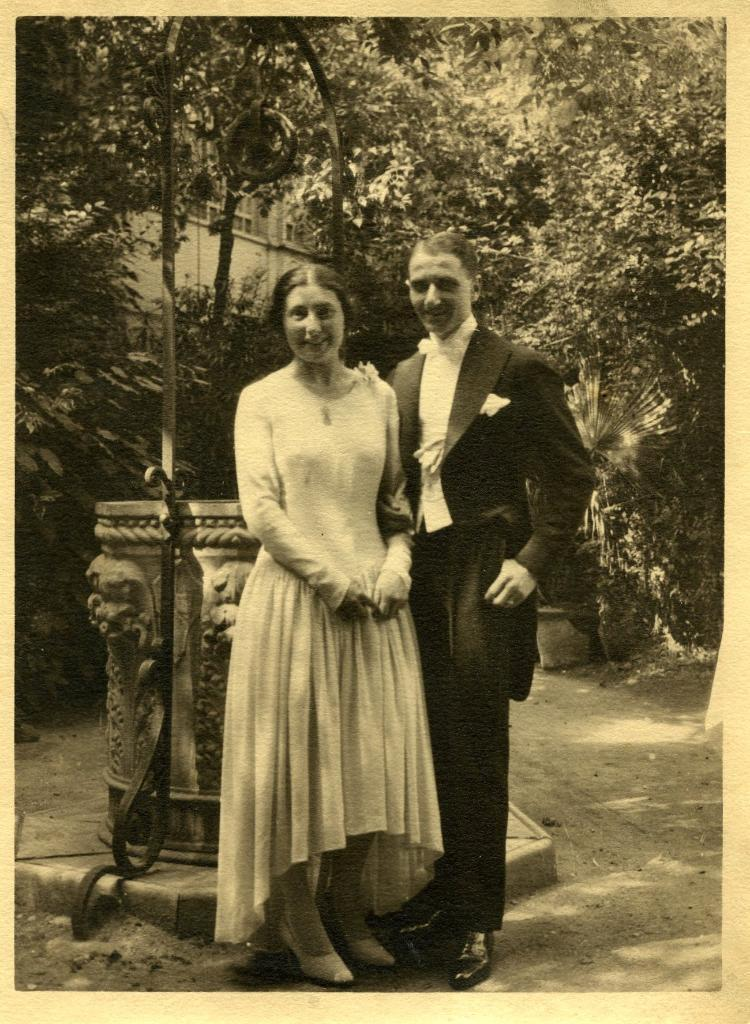
Nozze di Jolanda De Benedetti e Leonardo De Benedetti 1929

Nel giugno 1929 Leonardo sposò Jolanda De Benedetti; non erano parenti nonostante avessero lo stesso cognome.
Jolanda era nata ad Alba l‘8 agosto del 1901, ed era figlia di Beniamino Debenedetti (commerciante di stoffe) ed Emma Jarach.
Jolanda e Leonardo non ebbero figli.
L’Italia era diventata una dittatura e anche nella comunità ebraica torinese c’erano fascisti e antifascisti. Tra i protagonisti di queste vicende erano i cugini primi di Leonardo: Sion Segre Amar, il primo a venire arrestato come antifascista, quando sulla sua auto furono trovati volantini di GL,e lo scrittore Dino Segre, più noto come Pitigrilli, che si scoprì in seguito essere una spia dell’Ovra e che probabilmente era stato la causa degli arresti.
Leonardo risulta fosse residente a Rivoli fino al 1940, ma dal 1938 aveva perso la carica di medico condotto a causa delle leggi razziali e dovette rientrare a Torino, dove visse presso la famiglia di Jolanda.
In questo periodo Leonardo esercitava la professione medica privatamente. Insieme a Jolanda, fu attivo inoltre nella Delasem, la Delegazione di Assistenza agli Emigranti ebrei. Nel 1942 i bombardamenti su Torino si intensificarono e così si trasferirono, insieme al fratello e alle sorelle di Jolanda e alle loro famiglie, ad Asti, nella cascina del suocero Beniamino Debenedetti. Qui rimasero tutti fino all’occupazione tedesca; dopo, le famiglie si dispersero nelle cascine di Asti per cercare nascondiglio.

### L’invasione tedesca
Dopo l’8 settembre 1943 l’Italia fu occupata dai tedeschi. Inizialmente sia Leonardo che Jolanda, come gran parte della sua famiglia, non ritenevano necessario fuggire. Per un po’ di tempo quindi tutti continuarono a vivere nei dintorni di Asti. Quando però a novembre arriva l’ordine di arresto per tutti gli ebrei, Leonardo decise di scappare e organizzò la fuga in Svizzera di tutta la famiglia, con l’aiuto di Giulio Reggiani, che lavorava a Como.
Leonardo e i suoi familiari furono però costretti a percorrere una via molto meno sicura, da Lanzo d’Intelvi (Como), poiché l’altra, la via di Chiasso, era stata chiusa per l’arresto dei contrabbandieri che provvedevano all’espatrio.
Il passaggio avvenne nella notte tra il 1º e il 2 dicembre 1943.
Facevano parte del gruppo la madre e la sorella di Leonardo, i genitori e una sorella di Jolanda, con il marito e tre figli, e alcuni profughi jugoslavi. Gli anziani, i bambini e i loro genitori furono accolti come profughi, ma Leonardo e Jolanda vennero respinti perché erano in salute e non avevano figli.
Quella stessa notte, la madre di Leonardo ebbe una trombosi, subito diagnosticata dal figlio. Dopo una visita venne confermata la diagnosi che aveva fatto Leonardo, ma ciò non bastò a evitargli il rimpatrio: lo rimandarono indietro ugualmente spiegandogli che in Svizzera ci sono medici capaci di curare sua madre.
Leonardo non rivedrà mai più la madre, che infatti morirà pochi mesi dopo in Svizzera il 16 febbraio 1944.

### Il ritorno in Italia
Il 3 dicembre tornarono quindi in Italia e vennero arrestati poche ore dopo da una guardia confinaria che li aveva visti rientrare dalla Svizzera.
Il maresciallo non li consegnò ai tedeschi, ma li indirizzò in un percorso che li portò inevitabilmente ad Auschwitz. Furono infatti inviati alle carceri di Como, in mano ai fascisti. Vennero quindi mandati al campo di raccolta di Fossoli in provincia di Modena.
È proprio qui che Leonardo conosce Primo Levi.
In una lettera che Leonardo e Jolanda scrivono da Fossoli il 13 gennaio 1944 mostrano parecchio ottimismo forse per non destare preoccupazione nei parenti:
Il trasferimento sarebbe avvenuto poco più di un mese dopo, di certo non verso un posto più confortevole.
Jolanda scrive un’ultima lettera il 5 febbraio; dopo meno di tre settimane dall’arrivo ad Auschwitz verrà uccisa.
Poche furono le notizie che ebbero i parenti dopo questa data; nonostante numerosi tentativi non riusciranno ad avere notizie per oltre undici mesi.

### Il viaggio verso Auschwitz
Il convoglio partì da Fossoli il 22 febbraio del 1944 e giunse ad Auschwitz il 26 dello stesso mese.
Era lo stesso su cui si trovava Primo Levi, che ha lasciato una dettagliata descrizione del viaggio in Se questo è un uomo.
Di quel convoglio solo 95 uomini e 29 donne furono immatricolati ed entrarono nel campo. 365 uomini e donne furono uccisi appena arrivati ad Auschwitz, tra questi anche Jolanda.
Così Leonardo descrive l’arrivo ad Auschwitz:
La selezione fu molto rapida e brutale; io fui messo nel gruppo dei sani, che comprendeva 95 uomini e che fu caricato su alcuni camion e avviato al campo di lavoro di Monowitz»
A Leonardo venne tatuato sul braccio il numero 174489.
A Monowitz non ebbe contatti con Primo Levi, quest’ultimo era infatti stato assegnato al Kommando chimico.
Leonardo a proposito della permanenza nel campo racconta i piccoli atti di sabotaggio compiuti a danno dei nazisti: estirpava i cavolfiori appena piantati, oppure scompaginava il contenuto delle scatole di viti e bulloni. Descrive anche gli sforzi per procurarsi cibo supplementare, per esempio avvicinando alcuni alpini per chiedere loro un po’ di patate. Da medico, è però attento ai cibi che mangia e, nonostante la fame, evita i cibi che potrebbero essere pericolosi.
Il campo di Auschwitz fu liberato dai russi il 27 gennaio; Leonardo vi aveva trascorso undici mesi.

### La vita dopo i campi
A partire dal 18 dicembre 1944 Leonardo ebbe la possibilità di svolgere la mansione di infermiere nel campo. Dopo la liberazione di Auschwitz lavorò come medico ad Auschwitz fino alla metà di marzo circa, poi decise di andarsene e raggiungere gli altri italiani nel campo di Bogucice, presso Katowice, dove diventò medico dell’ambulatorio. Qui la sua presenza fu utile e rilevante per molti internati, che si adoperò a curare pur con gli scarsi mezzi a sua disposizione.
Dopo aver sostato anche nel campo di Stariye Doroghi, in Russia Bianca, il gruppo di profughi italiani partì il 15 settembre, in treno, per un viaggio di ritorno che durò 35 giorni.
Leonardo De Benedetti e Primo Levi arrivarono a Torino il 19 ottobre del 1945.
Leonardo ritrovò parenti e amici, ma a Torino fu accolto da due terribili notizie: la morte della madre e la scomparsa di Jolanda.
Leonardo ricevette consolazione da parenti e amici e fu per lui di grande supporto anche la sua professione.
Dopo aver ripreso a lavorare come medico a Rivoli, si trasferì a Torino in corso Re Umberto 61 da un suo amico ed ex compagno di università, Arrigo Vita. L’appartamento era punto di incontro e discussione di ospiti, parenti e amici dei padroni di casa. Leonardo vi si integrò perfettamente, e riuscì a praticare la sua professione qui, ricavando un ambulatorio nell’alloggio dove rimase fino al 1980.
Nel 1946 venne pubblicato sulla rivista torinese “Minerva Medica” un Rapporto sull’organizzazione igienico-sanitaria del Campo di Concentramento per Ebrei di Monowitz scritto da Primo Levi e Leonardo De Benedetti su invito delle autorità sovietiche. Il testo, che approfondisce le condizioni sanitarie degli internati nel campo di Buna-Monowitz, è una delle prime testimonianze sui Lager e ha un’importanza fondamentale per la sua completezza: i due autori, un medico e un chimico, illustrano con sobrietà e dovizia di particolari il funzionamento generale del sistema sanitario di Auschwitz e forniscono notizie preziose sull’incidenza delle malattie in Lager e sulle cure, sempre insufficienti, che venivano praticate.
Leonardo raccontò pubblicamente la sua storia numerose volte. Nel 1947 si recò a Varsavia per testimoniare nel processo a Rudolf Höss, comandante di Auschwitz e, nel 1970-71 testimonia nel processo a Friedrick Bosshammer, ex comandante del campo di Fossoli. Nell’aprile del 1967, tornò ad Auschwitz insieme a Primo e Giuliana Tedeschi in occasione dell’inaugurazione di un monumento alle vittime del fascismo eretto sul sito del precedente campo di sterminio nazista.
Per molti anni Leonardo lavorò come medico alla casa di riposo ebraica di Torino, lo stesso luogo dove visse gli ultimi anni della sua vita come ospite.
Leonardo aveva un forte legame con le sue radici ebraiche e con la comunità torinese, ma non diventò mai osservante in materia religiosa.
Morì improvvisamente, per un attacco di cuore, il 16 ottobre 1983.

## La tregua e l’amicizia con Primo Levi
Primo Levi e Leonardo De Benedetti si conobbero per la prima volta a Fossoli e successivamente viaggiarono sullo stesso convoglio (forse anche nello stesso vagone) diretto ad Auschwitz.
Nel campo i due non ebbero contatti diretti ma furono compagni per tutto il viaggio di ritorno
Levi fece di Leonardo uno dei personaggi de La Tregua; libro che descrive infatti il rientro a casa di un gruppo di ex deportati italiani dopo la liberazione di Auschwitz. Dal momento in cui Leonardo compare nel libro, nel quarto capitolo, intitolato “Katowice”, sarà presente quasi ininterrottamente.
Levi descrive la sua attività di farmacista e di assistente di Leonardo nell’ambulatorio del campo di Katowice, gestito da un kommando russo.
L’elemento che contraddistingue maggiormente il personaggio di Leonardo ne La tregua è, appunto, la sua professione di medico.
Levi racconta che in Lager Leonardo non riuscì a farsi riconoscere ufficialmente come medico perché i medici erano in soprannumero, pertanto, aveva svolto i lavori più duri ed era stato ricoverato in infermeria infinite volte. Ciononostante, la sua professione in qualche modo gli aveva salvato la vita: per tre volte infatti, Leonardo era stato scelto per la morte in gas, ma la solidarietà degli altri medici, anch’essi prigionieri nei lager, lo aveva salvato.
A Bogucice, Leonardo non si limitò a fare servizio solo per gli ospiti del campo di Bogucice, ma accolse e curò anche militari russi, civili di Katowice, gente di passaggio, mendicanti, e figure dubbie che non volevano avere a che fare con le autorità.
A Primo Levi diagnosticherà correttamente una pleurite secca.
In occasione della scomparsa di Leonardo De Benedetti furono pubblicati due scritti di Primo Levi: uno su <la Stampa> intitolato “Ricordo di un uomo buono”, l’altro sulla rivista Ha Keillah nel numero di dicembre 1983 (ora in Opere, II, intitolato semplicemente Leonardo De Benedetti).
Nel primo, Levi ricorda come l’amico gli sia stato vicino a lungo ed abbia condiviso con lui esperienze dure; Leonardo in quanto medico, aveva molti clienti e tutti questi lo ricordavano come un uomo affettuoso.
[...] Ha vissuto per quasi quarant’anni in una condizione che solo un uomo come lui avrebbe saputo costruirsi intorno: anagraficamente solo, in effetti circondato da una miriade di amici antichi e recenti, che tutti si sentivano debitori a lui di qualcosa: molti della salute, altri di un consiglio assennato, altri anche soltanto della sua presenza, e del suo sorriso infantile, ma mai immemore né doloroso, che alleggeriva il cuore.»
Dopo la deportazione, non si sono mai più separati fino al ritorno in Italia nell’ottobre del 1945. Sono stati liberati insieme e, dice Levi, in questo viaggio la sua figura gentile ed indomabile, la sua speranza ed il suo zelo di medico senza medicine furono preziosi a lui e a tutti i reduci di Auschwitz.
Anche nel secondo articolo, Primo Levi tratteggia gli avvenimenti fondamentali della vita di Leonardo e sottolinea la sua capacità di crearsi una rete di amicizie.

## Opere
- Rapporto su Auschwitz, postumo (2006)